# Diabolique
Diabolique (prt: Diabólica; bra: Diabolique) é um filme americano de 1996, do gênero terror, dirigido por Jeremiah S. Chechik, com roteiro de Don Roos adaptado do roteiro de Henri-Georges Clouzot para o filme Les Diaboliques, por sua vez baseado no romance Celle qui n'etait plus... Roman, de Pierre Boileau e Thomas Narcejac.
Recebeu uma indicação ao prêmio Framboesa de Ouro, na categoria de pior revelação, para a atriz Sharon Stone.

## Sinopse
O filme fala sobre duas mulheres e um plano para matar o homem que as maltrata. Mia Baran  é uma mulher romântica, submissa, humilde e muito tristonha, casada com Guy Baran, um homem rude, cruel, violento  e sem nenhuma empátia, que a maltrata constantemente e tem um caso com Nicole Horner, a professora de matemática de um colégio primário para garotos onde ele é reitor. Nicole é uma mulher sexy, atraente, fria e bastante atrevida. Ela também sofre maltratos. A amante e a esposa, ao invés de se odiarem, acabam unindo forças para pôr um fim aos maltratos de Guy. Sabendo que ele tinha feito um seguro de vida onde Mia seria sua beneficiada, as duas o matam afogado em uma banheira na residência do casal e ocultam o cadáver na piscina da escola. Porém, no dia seguinte, descobrem que o corpo não estava mais lá. Começa, então, uma sequência de suspense e terror até que uma detetive particular chamada Shirley Voguel resolve investigar o caso.

## Elenco
- Sharon Stone como Nicole Horner
- Isabelle Adjani como Mia Baran
- Chazz Palminteri como Guy Baran
- Kathy Bates como Shirley Voguel
- Spalding Gray como Simon Veatch
- Shirley Knight como Edie Danziger
- Allen Garfield como Leo Katzman
- Adam Hann-Byrd como Erik Pretzer
- Clea Lewis como Lisa Campos
- Donal Logue como cinegrafista
- J. J. Abrams como cinegrafista

## Recepção

### Crítica
O filme foi comparado desfavoravelmente ao filme original, e recebeu críticas negativas em geral. Atualmente, detém uma 'podre' posição 12% no Rotten Tomatoes baseado em 26 opiniões. Stone foi indicada para o prêmio Framboesa de Ouro para "Pior Nova Estrela" (como a nova "séria" Sharon Stone).

### Bilheteria
O filme fracassou nas bilheterias, arrecadando muito abaixo do seu orçamento de US$ 45 milhões.